# Vincenzo Matarrese
(Vincenzo Matarrese)
Vincenzo Matarrese (Andria, 25 maggio 1937 – Bari, 13 giugno 2016) è stato un imprenditore e dirigente sportivo italiano, presidente del Bari dal 1983 al 2011.

## Biografia
Terzo di cinque fratelli (Michele, Antonio, Giuseppe e Amato), ha lavorato fin da giovane nell'impresa edile di famiglia, la "Salvatore Matarrese Costruzioni S.P.A." (dal nome del padre, che l'ha fondata). Le sue maestranze usavano chiamarlo "don Vincenzo". Michele Mincuzzi, che ha lavorato al suo fianco nell'A.S. Bari agli inizi degli anni ottanta, lo ha definito «uomo tenace». Sono ricordate diverse sue conferenze stampa da presidente del Bari, anche per la sua cadenza dialettale.
Muore a Bari nella tarda serata del 13 giugno 2016, all'età di 79 anni.

## Presidente dell'A.S. Bari
Nell'estate del 1983 il fratello Antonio, sempre più occupato da impegni politici e calcistici (era presidente della Lega Calcio), gli affida la presidenza dell'Associazione Sportiva Bari, la società calcistica che la famiglia ha in proprietà da sei anni. 
Inizia da presidente nella stagione 1983-1984, assumendo come direttore sportivo Franco Janich e affidando la squadra all'allenatore Bruno Bolchi, confermando inoltre pochi elementi del Bari dei Baresi che due anni prima avevano sfiorato la promozione in Serie A. La squadra ottiene la promozione in Serie B e il record storico delle semifinali di Coppa Italia, dopo aver eliminato la Juventus agli ottavi e la Fiorentina ai quarti di finale; la prima volta, infatti, nella storia del calcio italiano che una squadra di Serie C1 sia arrivata alle semifinali di Coppa Italia. L'anno seguente, il Bari ottiene la promozione in prima serie dopo quindici anni d'assenza; tale risultato (due promozioni consecutive, dalla Serie C1 alla A) costituisce un record per il club. 

Matarrese (al centro), tra i giocatori del Bari, posa con il trofeo della Coppa Mitropa 1990.

Così inizia il periodo che vede, sotto la sua presidenza, il Bari alternare anni di Serie A e Serie B. Nel 1990 la formazione biancorossa vince la Coppa Mitropa; nel 1992, al terzo anno consecutivo nella massima divisione, retrocede dopo che lo stesso presidente ha operato una robusta campagna di potenziamento, acquistando anche il centrocampista inglese David Platt. Quello di Platt rimarrà l'acquisto più costoso nella storia del club e in ragione dell'epilogo della stagione 1991-1992 la politica di mercato della sua gestione viene orientata verso la promozione di giocatori giovani. Quindi nel 1993, chiudendo il rapporto professionale con Janich, chiama a Bari Carlo Regalia, specializzato nella conoscenza di giovani calciatori, come direttore generale (già allenatore e direttore sportivo del Bari negli settanta e ottanta) affiancato dal ds Enrico Alberti e con questi continua la militanza nelle prime due serie nazionali. 
Nella stagione 1996-1997, in risposta a contestazioni della tifoseria organizzata alla sua gestione, lascia il comunicato «pronti a passare la mano a chiunque possa fornire valide garanzie per la continuità del Bari».
Con Regalia e l'allenatore toscano Eugenio Fascetti realizza un "ciclo", dal dicembre 1995 all'aprile 2001, disputando quattro anni consecutivi in Serie A e ottenendo nel 1998-1999 la qualificazione alla Coppa Intertoto, rifiutata in accordo con tecnici e dirigenza del club; tifosi e giornalisti ricorderanno la dichiarazione fatta in quell'occasione da Matarrese: «entreremo in Europa dalla porta principale».

Matarrese (a sinistra) alla presentazione di Marcus Allbäck nell'autunno 1997.

Con Fascetti e Regalia sono rimasti rapporti d'amicizia.
Dal 2001, dopo la retrocessione dei galletti in Serie B, varie trattative di vendita dell'A.S. Bari falliscono per disaccordi fra le parti; l'unica con risultati affermativi vede nel 2009 l'acquisto del 10% del capitale sociale biancorosso da parte dei costruttori baresi De Bartolomeo (lasceranno il club quattro anni dopo).
Nell'estate del 2003 Regalia lascia il Bari. 
Nel giugno 2011, dopo la nuova retrocessione in cadetteria della sua squadra, che era ritornata in massima serie due anni prima dopo otto anni in B, Vincenzo Matarrese si dimette assieme a tutto il consiglio d'amministrazione. Il club viene affidato al direttore generale Claudio Garzelli che assume la carica di amministratore unico per conto dei Matarrese, rimasti proprietari del 90% del pacchetto azionario.

### Statistiche
Con i suoi 28 anni di gestione, è stato il presidente più longevo nella storia del Bari.
Sotto la sua gestione, fermo restando i record succitati la formazione pugliese ha disputato il terzo periodo più lungo della sua storia in Serie A, il quadriennio 1997-2001, contro il quinquennio 1945-1950 di Tommaso Annoscia e il sessennio 1935-1941, in cui l'allora U.S. Bari ebbe però più presidenti, nonché un maggior numero di campionati in massima serie che nei quarant'anni precedenti, 12 in 28 stagioni, non ottenendo quel "salto di qualità" che lui stesso auspicava. I biancorossi, comunque, hanno sfiorato tre volte l'accesso a una competizione internazionale, nelle annate 1989-1990, 1998-1999 e 2009-2010.
Numerosi i calciatori scoperti e valorizzati sotto la sua gestione, fra cui João Paulo, Maiellaro, Tovalieri, Protti, Ingesson, Zambrotta, Cassano, Gillet e Bonucci.

### I giudizi all'operato
Soprattutto a partire dal 1996, il suo operato al timone del Bari è stato messo in discussione da parte degli sportivi baresi: era criticata la politica di calciomercato, considerata perlopiù insufficiente a favorire il raggiungimento di obiettivi di prestigio (la disputa delle coppe europee). Per esempio nella seconda metà degli anni novanta, quando i galletti hanno trascorso quattro anni in Serie A, la critica dava rilievo all'assunto che gli introiti dichiarati delle vendite degli atleti emergenti superavano nettamente gli esborsi per il potenziamento della squadra. Matarrese si è sempre difeso da queste critiche, rivendicando la grossa quantità di denaro versata dalla sua famiglia per il Bari. Nei periodi di contestazione è stato vittima di atti intimidatori. Tra i suoi difensori, oltre a Fascetti, vi è stato lo storico del Bari, nonché giornalista e commercialista, Gianni Antonucci, estimatore dei Matarrese fino ai primi anni duemiladieci (che li definiva "i Kennedy di Puglia"), che ha motivato la vendita dei giocatori migliori una procedura necessaria alla sopravvivenza della società, aggiungendo che qualsiasi scelta del presidente era volta solo ed esclusivamente al bene del Bari. Nel 2012 Regalia ha accennato alle difficoltà finanziarie del momento, appoggiando le scelte operate dal club biancorosso.
Giorgio Perinetti, direttore sportivo del Bari dal 2007 al 2010, dopo essersi dimesso dalla società biancorossa, sul suo sito personale ha scritto che Matarrese avesse «paura di sognare», e in un'intervista in cui gli si chiedeva il motivo dell'uscita dal club pugliese, ha dichiarato «io consideravo la promozione in A un punto di partenza e non d'arrivo». Antonio Di Gennaro, capitano del Bari a inizi anni novanta, ha definito la gestione Matarrese priva di pianificazione; nel 2011 Michele Emiliano, già sindaco di Bari, l'ha giudicata senza managerialità e sentimento.